# Чинальйо
Чинальйо (італ. Cinaglio, п'єм. Sinaj) — муніципалітет в Італії, у регіоні П'ємонт,  провінція Асті.
Чинальйо розташоване на відстані близько 500 км на північний захід від Рима, 34 км на схід від Турина, 12 км на північний захід від Асті.
Населення — 443 особи (2014).
Покровитель — San Felice di Valois.

## Демографія
Населення за роками:

Станом на 1 січня 2023 року в муніципалітеті офіційно проживало 15 іноземців з 7 країн, серед них 11 громадян країн Євросоюзу.

## Сусідні муніципалітети
- Асті
- Камерано-Казаско
- Кьюзано-д'Асті
- Кортандоне
- Монале
- Сеттіме